# Кибер, Эдуард Эмильевич
Эдуард Эмильевич Кибер (1845—1918) — российский морской врач, тайный советник.

## Биография
Родился 27 октября (8 ноября) 1845 года в семье пастора в немецкой колонии Цюрхталь в Феодосийском уезде Таврической губернии, где его отец, Эмиль Кибер (1804—1873) был пастором; впоследствии, с 1858 года, он был настоятелем кирхи в Николаеве.
Образование получил на медицинском факультете Дерптского университета (1866—1871); получил степень доктора медицины. В службу вступил 12 июня 1872 года; с 25 августа 1872 года был ординатором морского госпиталя в Николаеве, затем служил врачом 2-го флотского экипажа. С 1897 года был главным доктором Николаевского морского госпиталя, а также медицинским инспектором Николаевского порта; со 2 марта 1892 года — статский советник, с 18 апреля 1899 года — действительный статский советник, с 1909 года — тайный советник. Состоял председателем Общества морских врачей, а также председателем Николаевских отделений Императорского российского общества садоводства и Русского общества охранения народного здравия.
В 1880 годах купил «дом Перелешина» и примыкающую к нему большую территорию между Большой Морской и Потемкинской улицами (теперь здесь стоит школа № 15); разбил здесь великолепный сад с редкими растениями. По его инициативе 16 апреля 1900 года в Николаевском яхт-клубе состоялся «Праздник древонасаждения»; на собственные средства он выписал из питомника почти две тысячи саженцев, которые были высажены яхтсменами на Бугском склоне.
С 1904 года — главный доктор Севастопольского морского госпиталя и медицинский инспектор Севастопольского порта. Был убит 1 февраля 1918 года[по какому календарю?] в Ялте матросами эсминца «Гаджибей» во время первой волны красного террора.
Жена — Ольга Потёмкина (1855—?).

## Награды
- орден Св. Станислава 2-й ст. (1886)
- орден Св. Анны 2-й ст. (1889)
- орден Св. Владимира 4-й ст. (1895)
- орден Св. Владимира 3-й ст. (1902)
- орден Св. Станислава 1-й ст. (1905)
- орден Св. Анны 1-й ст. (1907)